# Sanyang (köpinghuvudort i Kina, Jiangsu Sheng, lat 31,93, long 121,47)
Sanyang är en köpinghuvudort i Kina. Den ligger i provinsen Jiangsu, i den östra delen av landet, omkring 250 kilometer öster om provinshuvudstaden Nanjing. Antalet invånare är 23 791. Befolkningen består av 13 564 kvinnor och 10 227 män. Barn under 15 år utgör 10,0 %, vuxna 15-64 år 67 %, och äldre över 65 år 21,0 %.
Runt Sanyang är det tätbefolkat, med 849 invånare per kvadratkilometer. Närmaste större samhälle är Fu'an, 15,9 km väster om Sanyang. Trakten runt Sanyang består till största delen av jordbruksmark.
Genomsnittlig årsnederbörd är 1 224 millimeter. Den regnigaste månaden är juli, med i genomsnitt 179 mm nederbörd, och den torraste är januari, med 36 mm nederbörd.